# Mahomey
Mahomey (ou Mahomi) est un village du Cameroun, situé dans la région du Centre et le département du Nyong-et-Kéllé. Il est rattaché à la commune d'Éséka. 

## Population
En 1963-1964, la population de Mahomey était de 318 habitants, principalement des Bassa. 
Lors du recensement de 2005, on y a dénombré 170 personnes.

## Personnalité liée à Mahmey
- Eugénie Florence Minyem Bakang (1961-), cheffe traditionnelle et magistrate de 4ème grade, vice-présidente de la Cour d’Appel de Douala.